# Linua
Linua è una piccola isola dell'Oceano Pacifico, nello Stato di Vanuatu.
Fa parte delle Isole Torres nella Provincia di Torba. Si trova 100 m a nord dell'isola di Loh.
Su quest'isola si trova l'unica pista di atterraggio delle Isole Torres. Non esistono villaggi ma solo alcuni bungalows per turisti.
Misura 2,8 km di lunghezza e 1 km di larghezza.